# ظربان أمريكي مفنطس
الظربان الأمريكي المُفَنْطَس أو الظربان الأمريكي خنزيري الأنف (الاسم العلمي: Conepatus)، جنس حيوانات ثديي من فصيلة الظربان الأمريكي. أنواعه أربعة، أعطانها الأمريكتين.

## التسمية
تشتق صفة مُفَنْطَس من كلمة فِنْطِيسَة التي تعني أنف أو خطم الخنزير.

## الأنواع
| الصورة | الاسم                          | الاسم العلمي           | التوزيع                                                                   |
| ------ | ------------------------------ | ---------------------- | ------------------------------------------------------------------------- |
|        | ظربان مولينا المفنطس           | Conepatus chinga       | تشيلي، بيرو، شمال الأرجنتين، بوليفيا، باراغواي، الأوروغواي، جنوب البرازيل |
|        | ظربان هومبولت المفنطس          | Conepatus humboldtii   | جنوب الأرجنتين وبالضبط في المناطق الباتاغونية                             |
|        | ظربان الولايات المتحدة المفنطس | Conepatus leuconotus   | تكساس، نيومكسيكو، أريزونا، المكسيك، غواتيمالا، هندوراس، نيكاراغوا         |
|        | ظربان مفنطس مخطط               | Conepatus semistriatus | من جنوب المكسيك إلى شمال بيرو وأقصى شرق البرازيل                          |